# Philippe Nahon
Philippe Nahon (Parigi, 24 dicembre 1938 – Parigi, 19 aprile 2020) è stato un attore francese.

## Biografia
Divenne noto soprattutto per i suoi ruoli nel cinema thriller e horror francese e per la collaborazione con il regista argentino Gaspar Noé, per il quale lavorò nei film Seul contre tous e Irréversible, nel mediometraggio Carne e nel cortometraggio Sodomites. 
Morì il 19 aprile 2020, a 81 anni, per complicazioni da COVID-19.

## Filmografia parziale

### Cinema
- Lo spione (Le Doulos), regia di Jean-Pierre Melville (1962)
- Les Camisards, regia di René Allio (1972)
- Les doigts dans la tête, regia di Jacques Doillon (1974)
- Un marito è sempre un marito (Un mari, c'est un mari), regia di Serge Friedman (1976)
- La prima comunione di Julien (La communion solennelle), regia di René Féret (1977)
- Le Pull-Over Rouge, regia di Michel Drach (1979)
- Clara et les Chics Types, regia di Jacques Monnet (1981)
- La java des ombres, regia di Romain Goupil (1983)
- Ne réveillez pas un flic qui dort, regia di José Pinheiro (1988)
- Carne, regia di Gaspar Noé (1991) - cortometraggio
- L'odio (La Haine), regia di Mathieu Kassovitz (1995)
- Soldi proibiti (Les anges gardiens), regia di Jean-Marie Poiré (1995)
- Un héros très discret, regia di Jacques Audiard (1996)
- I visitatori 2 - Ritorno al passato (Les Couloirs du temps: Les Visiteurs 2), regia di Jean-Marie Poiré (1998)
- Seul contre tous, regia di Gaspar Noé (1998)
- Una vita alla rovescia (Le monde à l'envers), regia di Rolando Colla (1998)
- Le Poulpe, regia di Guillaume Nicloux (1998)
- I fiumi di porpora (Les rivières pourpres), regia di Mathieu Kassovitz (2000)
- Il maggiordomo del castello (The Château), regia di Jesse Peretz (2001)
- Il patto dei lupi (Le Pacte des loups), regia di Christophe Gans (2001)
- Une affaire privée - Una questione privata (Une affaire privée), regia di Guillaume Nicloux (2002)
- Irréversible, regia di Gaspar Noé (2002)
- Alta tensione (Haute Tension), regia di Alexandre Aja (2003)
- Calvaire, regia di Fabrice Du Welz (2004)
- Ma vie en l'air, regia di Rémi Bezançon (2005)
- Le deuxième souffle, regia di Alain Corneau (2007)
- L'ultima missione (MR 73), regia di Olivier Marchal (2008)
- Eldorado Road (Eldorado), regia di Bouli Lanners (2008)
- Mammuth, regia di Gustave de Kervern e Benoît Delépine (2010)
- Adèle e l'enigma del faraone (Les Aventures extraordinaires d'Adèle Blanc-Sec), regia di Luc Besson (2010)
- La Meute, regia di Franck Richard (2010)
- Les Petits Ruisseaux, regia di Pascal Rabaté (2010)
- Kill Me Please, regia di Olias Barco (2010)
- War Horse, regia di Steven Spielberg (2011)
- In nome del figlio (Au nom du fils), regia di Vincent Lannoo (2012)
- Nos héros sont morts ce soir, regia di David Perrault (2013)
- La Marche, regia di Nabil Ben Yadir (2013)

### Televisione
- Les enquêtes du commissaire Maigret - serie TV, episodi 1x40-1x62-1x72 (1978-1987)
- Il commissario Moulin (Commissaire Moulin) - serie TV, episodi 1x13-2x03 (1980-1981)
- Julien Fontanes, magistrato (Julien Fontanes, magistrat) - serie TV, episodio 1x14 (1984)
- Il comandante Florent (Une femme d'honneur) - serie TV, episodio 1x01 (1997)
- Il commissariato Saint Martin (P.J.) - serie TV, episodi 6x05-8x03 (2002-2004)
- Il commissario Cordier (Les Cordier, juge et flic) - serie TV, episodio 13x03 (2004)
- Kaamelott - serie TV, 7 episodi (2005-2009)
- Les beaux mecs - serie TV, 8 episodi (2011)

## Doppiatori italiani
- Claudio Fattoretto in Alta tensione, L'ultima missione
- Dante Biagioni in Adèle e l'enigma del faraone